# Most nad provalijom
Most na provalijom je 577. epizoda Zagora objavljena premijerno u Srbiji u br. 109. u izdanju Veselog četvrtka. Na kioscima u Srbiji se pojavila 9. juna 2016. Koštala je 270 din. (2,27 €; 2,65 $) Imala je 63 strane. Epizoda počinje na strani 35 i traje do poslednje 98. strane. Prve 34 stranice zauziam nastavak epizode iz prethodnog broja (#108).

## Originalna epizoda
Originalna epizoda pod nazivom Il ponte sull'abisso objavljena je premijerno u Italiji u br. 577. regularne edicije Zagora u izdanju Bonelija 2. avgusta 2013. Epizodu je nacrtao Roberto Pijere, a scenario napisali Moreno Buratini i Mauro Boseli. Naslovnicu je nacrtao Galijeno Feri. Koštala je 3,9 €.

## Kratak sadržaj
Posle avanture sa Deksterom Grinom, Zagori i Čiko nalaze se u Čileu u pokušaju da pronađu prevoz za Darkvud. Nailaze na pozorišnu trupu koju napadaju kopači bakra. Nakon što su im pomogli, svi zajedno se ulogoruju i prisustvuju paralelnoj eurpciji više vulkana duž Anda. Ovu pojavu prati i brod u lici Ankud (ostrvo Chiloe, Čile) na kome se nalazi Čarls Darvin. (Ovi događaji opisani su u Darvinovoj knjizi Biglovo putovanje koja je štampana 1839. god. Samo putovanje trajalo je 5 godina, 1831-1836. pod komandom kapetana Ficroja.)

## Prethodna i naredna epizoda
Prethodna epizoda nosila je naslov Okršaj titana (#108), a naredna Proročanstvo (#110).